# Shane Lynch
Shane Eamon Mark Stephen Lynch (Dublino, 3 luglio 1976) è un cantante irlandese.

## Carriera
Nel 1993 è diventato uno dei membri della boy band chiamata Boyzone, composta anche dai colleghi Ronan Keating, Mikey Graham, Keith Duffy e Stephen Gately. Il gruppo si è sciolto nel 1998 per poi ricomporsi nel 2007.

## Vita privata
Le sue sorelle Edele e Keavy Lynch fanno parte del gruppo musicale B*Witched.
Dal marzo 1998 al luglio 2000 è stato sposato con Easther Bennett, cantante del gruppo Eternal. Dal 2007 Lynch è sposato con Sheena White.